# Omloop Het Nieuwsblad
Omloop Het Nieuwsblad (tidligere Omloop Het Volk) er et endagsløb i cykling i Østflandern i Belgien. Løbet er en semiklassiker som indleder "brostenssæsonen", og arrangeres normalt sidste lørdag i februar eller første lørdag i marts (dagen før Kuurne-Bruxelles-Kuurne). Koldt vejr (af og til sne) og korte brostensstigninger kendetegner løbet, i komplet kontrast til forårsæsonens træningslejre på den italienske riviera eller i Sydfrankrig.
Første gang løbet blev arrangeret var i 1945, arrangeret af avisen Het Volk som svar på konkurrenten Het Nieuwsblads mere kendte Monument Flandern Rundt. Begge løb bruger mange af de samme stigninger. Løbet har også været kendt som Gent-Gent, fordi andre aviser ikke ville give deres konkurrent publicitet. 
Mellem 1945 og 1995 startede og endte Het Volk i Gent. Fra 1996 til 2007 endte løbet i Lokeren, mens Gent fra 2008 igen er målby.
Fra 2017 indgår det i UCI World Tour-kalenderen.

## Vindere
| År                    | Vinder              | Toer                    | Treer                    |
| --------------------- | ------------------- | ----------------------- | ------------------------ |
| Omloop van Vlaanderen |                     |                         |                          |
| 1945                  | Jean Bogaerts       | Maurice Desimpelaere    | Robert Van Eenaeme       |
| 1946                  | André Pieters       | Marcel Rijckaert        | Emmanuel Thoma           |
| Omloop Het Volk       |                     |                         |                          |
| 1947                  | Albert Sercu        | Emiel Faignaert         | Achiel Buysse            |
| 1948                  | Sylvain Grysolle    | Fausto Coppi            | Marcel Hendrickx         |
| 1949                  | André Declerck      | Frans Leenen            | Maurice Mollin           |
| 1950                  | André Declerck      | Maurice Meersman        | Alberic Schotte          |
| 1951                  | Jean Bogaerts       | Lionel Van Brabant      | Raymond Impanis          |
| 1952                  | Ernest Sterckx      | Raymond Impanis         | André Declerck           |
| 1953                  | Ernest Sterckx      | Maurice Mollin          | Marcel Rijckaert         |
| 1954                  | Karel De Baere      | Roger De Corte          | Jan De Valck             |
| 1955                  | Lode Anthonis       | André Rosseel           | André Vlayen             |
| 1956                  | Ernest Sterckx      | Alberic Schotte         | Leopold Schaeken         |
| 1957                  | Norbert Kerckhove   | Pino Cerami             | Leon Van Daele           |
| 1958                  | Jef Planckaert      | Rik Van Looy            | Roger De Corte           |
| 1959                  | Seamus Elliott      | Fred De Bruyne          | Théo Dingens             |
| 1960 aflyst           |                     |                         |                          |
| 1961                  | Arthur Decabooter   | Frans Schoubben         | Georges Decraeye         |
| 1962                  | Robert De Middeleir | Jean-Baptiste Claes     | Roger De Coninck         |
| 1963                  | René Van Meenen     | Ludo Janssens           | Jean-Baptiste Claes      |
| 1964                  | Frans Melckenbeeck  | Arthur Decabooter       | Yvo Molenaers            |
| 1965                  | Noël De Pauw        | Marcel Vanden Bogaert   | Jos van der Vleuten      |
| 1966                  | Jo de Roo           | Walter Godefroot        | Eddy Merckx              |
| 1967                  | Willy Vekemans      | Joseph Spruyt           | Edward Sels              |
| 1968                  | Herman Vanspringel  | Rolf Wolfshohl          | Bernard Van De Kerckhove |
| 1969                  | Roger De Vlaeminck  | Daniel Van Ryckeghem    | Valere Van Sweevelt      |
| 1970                  | Frans Verbeeck      | Roger Rosiers           | André Dierickx           |
| 1971                  | Eddy Merckx         | Roger Rosiers           | Noël Vantyghem           |
| 1972                  | Frans Verbeeck      | André Dierickx          | Eddy Merckx              |
| 1973                  | Eddy Merckx         | Roger De Vlaeminck      | Albert Van Vlierberghe   |
| 1974                  | Joseph Bruyère      | Patrick Sercu           | Rik Van Linden           |
| 1975                  | Joseph Bruyère      | Patrick Sercu           | José De Cauwer           |
| 1976                  | Willem Peeters      | Hennie Kuiper           | Patrick Sercu            |
| 1977                  | Freddy Maertens     | Jan Raas                | Ludo Peeters             |
| 1978                  | Freddy Maertens     | Alfons van Katwijk      | Jan Raas                 |
| 1979                  | Roger De Vlaeminck  | Jan Raas                | Frank Hoste              |
| 1980                  | Joseph Bruyère      | Walter Planckaert       | Seán Kelly               |
| 1981                  | Jan Raas            | Gilbert Duclos-Lassalle | Jean-Luc Vandenbroucke   |
| 1982                  | Alfons De Wolf      | Graham Jones            | Seán Kelly               |
| 1983                  | Alfons De Wolf      | Jan Raas                | Luc Colyn                |
| 1984                  | Eddy Planckaert     | Jean-Luc Vandenbroucke  | Ludo Peeters             |
| 1985                  | Eddy Planckaert     | Jacques Hanegraaf       | Jozef Lieckens           |
| 1986 aflyst (sne)     |                     |                         |                          |
| 1987                  | Teun van Vliet      | Steven Rooks            | Jan Goessens             |
| 1988                  | Ronny Van Holen     | Johan Lammerts          | John Talen               |
| 1989                  | Etienne De Wilde    | Seán Kelly              | Remig Stumpf             |
| 1990                  | Johan Capiot        | Edwig Van Hooydonck     | Etienne De Wilde         |
| 1991                  | Andreas Kappes      | Carlo Bomans            | Edwig Van Hooydonck      |
| 1992                  | Johan Capiot        | Peter Pieters           | Eric Vanderaerden        |
| 1993                  | Wilfried Nelissen   | Olaf Ludwig             | Eric Vanderaerden        |
| 1994                  | Wilfried Nelissen   | Frédéric Moncassin      | Andreas Kappes           |
| 1995                  | Franco Ballerini    | Edwig Van Hooydonck     | Andrei Tchmil            |
| 1996                  | Tom Steels          | Hendrik Redant          | Olaf Ludwig              |
| 1997                  | Peter Van Petegem   | Tom Steels              | Johan Capiot             |
| 1998                  | Peter Van Petegem   | Gianluca Bortolami      | Andrei Tchmil            |
| 1999                  | Frank Vandenbroucke | Wilfried Peeters        | Tom Steels               |
| 2000                  | Johan Museeuw       | Steffen Wesemann        | Servais Knaven           |
| 2001                  | Michele Bartoli     | Hendrik Van Dijck       | Matthé Pronk             |
| 2002                  | Peter Van Petegem   | Frank Høj               | Michel Vanhaecke         |
| 2003                  | Johan Museeuw       | Max van Heeswijk        | Paolo Bettini            |
| 2004 aflyst (sne)     |                     |                         |                          |
| 2005                  | Nick Nuyens         | Tom Boonen              | Steven de Jongh          |
| 2006                  | Philippe Gilbert    | Bert De Waele           | Léon van Bon             |
| 2007                  | Filippo Pozzato     | Juan Antonio Flecha     | Tom Boonen               |
| 2008                  | Philippe Gilbert    | Nick Nuyens             | Thor Hushovd             |
| Omloop Het Nieuwsblad |                     |                         |                          |
| 2009                  | Thor Hushovd        | Kevyn Ista              | Juan Antonio Flecha      |
| 2010                  | Juan Antonio Flecha | Heinrich Haussler       | Tyler Farrar             |
| 2011                  | Sebastian Langeveld | Juan Antonio Flecha     | Mathew Hayman            |
| 2012                  | Sep Vanmarcke       | Tom Boonen              | Juan Antonio Flecha      |
| 2013                  | Luca Paolini        | Stijn Vandenbergh       | Sven Vandousselaere      |
| 2014                  | Ian Stannard        | Greg Van Avermaet       | Edvald Boasson Hagen     |
| 2015                  | Ian Stannard        | Niki Terpstra           | Tom Boonen               |
| 2016                  | Greg Van Avermaet   | Peter Sagan             | Tiesj Benoot             |
| 2017                  | Greg Van Avermaet   | Peter Sagan             | Sep Vanmarcke            |
| 2018                  | Michael Valgren     | Łukasz Wiśniowski       | Sep Vanmarcke            |
| 2019                  | Zdeněk Štybar       | Greg Van Avermaet       | Tim Wellens              |
| 2020                  | Jasper Stuyven      | Yves Lampaert           | Søren Kragh Andersen     |
| 2021                  | Davide Ballerini    | Jake Stewart            | Sep Vanmarcke            |
| 2022                  | Wout van Aert       | Sonny Colbrelli         | Greg Van Avermaet        |
| 2023                  | Dylan van Baarle    | Arnaud De Lie           | Christophe Laporte       |
| 2024                  | Jan Tratnik         | Nils Politt             | Wout van Aert            |
| 2025                  | Søren Wærenskjold   | Paul Magnier            | Jasper Philipsen         |